# Монстры 2: Тёмный континент
«Монстры 2: Тёмный континент» (англ. Monsters: Dark Continent) — британский фантастический фильм, режиссёра Тома Грина. Продолжение фильма «Монстры», режиссёра Гарета Эдвардса, который на этот раз выступил в качестве исполнительного продюсера картины.
Премьера фильма состоялась в Лондонском кинофестивале 9 октября 2014 года. Премьера фильма в кинотеатрах США и Великобритании состоялась 1 мая 2015 года.

## Описание
По прошествии нескольких лет очередная зона, в которой действуют инопланетные монстры, была обнаружена на Ближнем Востоке. Монстры, огромные существа со щупальцами, перемещаются по пустыне, нередко большими группами, и уничтожают города. Специальный контингент войск США противостоит как самим монстрам, так и вооружённому подполью местных жителей, которые выступают против военных. Четверо парней из Детройта прибывают в расположение войск и начинают свою службу. Вскоре им предстоит присоединиться к спасательной операции по поиску четверых солдат, пропавших в самом центре территории монстров. Руководит группой сержант Фратер, который служит здесь уже несколько лет, из-за чего утратил психологическую связь с женой и дочерью, которая стала бояться его во время его приездов домой.
Группа выдвигается в пустыню на двух машинах. По дороге первая из них подрывается на заложенном взрывном устройстве, два человека погибают, а Шону отрывает ноги. Группу обстреливает бандформирование. Под огнём солдаты укрываются в заброшенном строении, где Шон умирает от потери крови. Оставшиеся вызывают вертолёт для эвакуации и перемещаются в другое место, но там снайпер убивает Карла и ранит Фрэнки. Сдавшихся Фратера, Майкла и Фрэнки бандиты забирают на свою базу. Там их привязывают к стульям, и Фратер с Майклом вынуждены наблюдать, как умирает раненый Фрэнки. Ночью на базу нападает монстр. Фратеру удаётся освободиться и расстрелять оставшихся в помещении, они с Майклом уезжают на мотоциклах. Майкл находится в шоке от всего произошедшего, поскольку трое его друзей погибли в один день. Фратер убеждает его, что им надо завершить миссию и спасти четверых пропавших.
Они едут по пустыне, пока хватает бензина. Приближаясь к мёртвым монстрам, убитым после авианалёта, Фратер замечает рядом школьный автобус. Все дети в автобусе погибли, однако Майкл видит, что один мальчик ещё дышит. Фратер хочет задушить мальчика, понимая, что тот не выживет, однако Майкл не даёт ему сделать это и берёт ребёнка на руки. Появляются трое конных местных жителя, в том числе женщина. Она забирает мальчика, а Фратера и Майкла отправляют в местное поселение. Там они участвуют в общем ужине, а ночью Майкл видит, как местные жители хоронят погибших детей, а к убитому монстру подходит другой, который выпускает из убитого множество летающих «спор». Мальчик из автобуса умирает, и Фратер напоминает Майклу об их миссии. В соседнем селении они находят среди завёрнутых в саван трупов тела четверых солдат, которых они искали. Фратер в бешенстве убивает одного местного жителя, и Майкл вынужден выстрелить в него, чтобы тот не расстрелял всю семью. «Зачем я здесь?» — спрашивает Фратер. Они подходят в площадке для эвакуации, но Фратер падает замертво. Вдали Майкл видит появление из земли огромного монстра. Вертолёт увозит Майкла в расположение его части.

## В ролях
- Джонни Харрис — сержант Ноа Фратер
- Сэм Кили — Майкл Паркес
- Джо Демпси — Фрэнки Магвайер
- Паркер Сойерс — Шон Уильямс
- Кайл Соллер — Карл Инкелаар
- Джесси Надь — Конвей
- Николас Пиннок — Форрест
- София Бутелла — Ара
- Микейла Коул — Келли

## Критика
Фильм получил смешанные отзывы кинокритиков. На сайте Rotten Tomatoes фильм имеет рейтинг 18 % на основе 34 рецензий со средним баллом 4 из 10. На сайте Metacritic фильм имеет оценку 42 из 100 на основе 8 рецензий критиков, что соответствует статусу «смешанные или средние отзывы».
Питер Брэдшоу из газеты The Guardian назвал фильм «бескомпромиссно скучным и бессмысленным». Ким Ньюман из журнала Empire дал фильму 4 звезды, отмечая: «по своей фантастической форме это один из самых правдоподобных, остросюжетных и серьёзных фильмов о войнах 21-го века». Питер Дебрюге из журнала Variety назвал его «тягостно сверхсерьезным военным фильмом».